# 熊井康允
熊井康允は、（株）ジェイシーエンジニアリング　技術顧問。日本造園学会　北海道支部顧問。有限責任中間法人円山動物園協会代表理事。北海道庁参事を歴任。第17回日本公園緑地協会北村賞受賞。

## 参考
- 上原敬二賞受賞者に聞く, 熊井康允先生, ランドスケープ研究,  2009年2月
- 官報, 第 1 部　2008
- 北海道年鑑，北海道新聞社, 1987年
- 資源環境対策, 第 31 巻、第 15 号, 公害対策技術同友会, 1995